# Gemeinsamer Senat der obersten Gerichtshöfe des Bundes

Die einzelnen Zweige der Fachgerichtsbarkeit in Deutschland mit dem Gemeinsamen Senat.

Der Gemeinsame Senat der obersten Gerichtshöfe des Bundes (GmS-OGB), kurz auch als Gemeinsamer Senat bezeichnet, ist eine Einrichtung zur Wahrung der Einheitlichkeit der Rechtsprechung der in Art. 95 Abs. 1 des Grundgesetzes genannten obersten Gerichtshöfe des Bundes.
Rechtsgrundlage für seine Errichtung ist Art. 95 Abs. 3 GG in der Fassung aufgrund des Sechzehnten Gesetzes zur Änderung des Grundgesetzes vom 22. Juni 1968. Vor dieser Änderung hatte Art. 95 GG die Errichtung eines Obersten Bundesgerichtes vorgesehen, zu der es jedoch nie gekommen war.

## Errichtung und Sitz
Der Gemeinsame Senat hat seinen Sitz in Karlsruhe (§ 1 Absatz 2 RsprEinhG). Er wurde am 1. Januar 1969 errichtet.

## Gesetzliche Regelung

### Aufgaben
Obwohl die Zuständigkeit der einzelnen Gerichtszweige genau abgegrenzt ist, lässt sich nicht vermeiden, dass ein und dieselbe Rechtsfrage Gegenstand der Entscheidungen mehrerer oberster Gerichtshöfe ist und von ihnen unterschiedlich beurteilt wird. Seit Errichtung der oberen Bundesgerichte mit Gründung der Bundesrepublik Deutschland im Jahr 1949 waren 29 Divergenzen bekanntgeworden, die zumeist auf einer unterschiedlichen Würdigung des Lebenstatbestandes auf den Besonderheiten der Rechtsgebiete, für die die einzelnen oberen Bundesgerichte zuständig waren, beruhten.
Mit Wirkung zum 23. Juni 1968 wurde deshalb Art. 95 GG neu gefasst und im Gesetz zur Wahrung der Einheitlichkeit der Rechtsprechung der obersten Gerichtshöfe des Bundes das Nähere über den Gemeinsamen Senat geregelt.
Aufgabe des Gemeinsamen Senats ist es, die Einheitlichkeit der Rechtsprechung in der Fachgerichtsbarkeit zu wahren. Soweit die Abweichungen auf eine unterschiedliche Auslegung des Grundgesetzes zurückgehen, entscheidet letztlich das Bundesverfassungsgericht.
Der Gemeinsame Senat hat eine Rechtsfrage zu entscheiden, wenn ein oberstes Bundesgericht in einer Rechtsfrage von der Entscheidung eines anderen obersten Bundesgerichts oder des Gemeinsamen Senats abweichen will (§ 2 Abs. 1 RsprEinhG). Er entscheidet nur über die strittige Rechtsfrage (§ 15 Abs. 1 Satz 1 RsprEinhG) und damit nur insoweit, als es im Einzelfall für die Beseitigung der Divergenz in der Rechtsprechung der obersten Gerichtshöfe erforderlich ist.
Der Gemeinsame Senat ist ebenso wenig wie das Bundesverfassungsgericht eine Superrevisionsinstanz, sondern vielmehr als Vermittlungsorgan zwischen den obersten Bundesgerichten eingerichtet. Der fachgerichtliche Rechtsweg wird dadurch nicht verlängert.

### Zusammensetzung
Der Gemeinsame Senat setzt sich aus den Präsidenten des Bundesgerichtshofs, des Bundesverwaltungsgerichts, des Bundesarbeitsgerichts, des Bundessozialgerichts und des Bundesfinanzhofs zusammen, die je nach Fall durch die Vorsitzenden und jeweils einen weiteren Richter der beteiligten Senate ergänzt werden (§ 3 RsprEinhG). Den Vorsitz im gemeinsamen Senat führt der lebensälteste Präsident der nichtbeteiligten obersten Gerichtshöfe (§ 5 RsprEinhG). Beteiligt sind der vorlegende Senat und der Senat des obersten Gerichtshofs, von dessen Entscheidung der vorlegende Senat abweichen will (§ 4 Abs. 1 Satz 1 RsprEinhG).

### Entscheidung
Die Entscheidung des Gemeinsamen Senats ist in der vorliegenden Sache für das erkennende Gericht bindend (§ 16 RsprEinhG).

## Verhandelte Fälle und Entscheidungen
Schließt sich der Senat des obersten Gerichtshofs, von dessen Entscheidung abgewichen werden soll, innerhalb eines Monats durch Beschluss der Rechtsauffassung des vorlegenden Senats an, so ist das Verfahren einzustellen (§ 14 RsprEinhG). Ansonsten kommt es zur Sachentscheidung des Gemeinsamen Senats (seit seiner Gründung 1968 im Durchschnitt etwa alle zwei Jahre, bei abnehmender Tendenz). Die bislang letzte Entscheidung erging 2012.
| GmS-Verfahren            | Datum         | Entscheidung des GmS | vorleg. Gericht | Ausgangs- verfahren |
| ------------------------ | ------------- | --- | --------------- | ------------------- |
| GmS-OGB 1/10             | 22. Aug. 2012 | Die deutschen Vorschriften für den Apothekenabgabepreis gelten auch für verschreibungspflichtige Arzneimittel, die Apotheken mit Sitz in einem anderen Mitgliedstaat der Europäischen Union im Wege des Versandhandels nach Deutschland an Endverbraucher abgeben. | BGH             | I ZR 72/08          |
| GmS-OGB 1/09             | 27. Sep. 2010 | Für die Klage des Insolvenzverwalters gegen einen Arbeitnehmer des Schuldners auf Rückgewähr vom Schuldner geleisteter Vergütung nach § 143 Abs. 1 InsO ist der Rechtsweg zu den Gerichten für Arbeitssachen gegeben. | BGH             | IX ZB 182/08        |
| GmS-OGB 1/98             | 5. Apr. 2000  | In Prozessen mit Vertretungszwang können bestimmende Schriftsätze formwirksam durch elektronische Übertragung einer Textdatei mit eingescannter Unterschrift auf ein Faxgerät des Gerichts übermittelt werden. | BGH             | XI ZR 367/97        |
| GmS-OGB 1/92             | 27. Apr. 1993 | Ein bei Verkündung noch nicht vollständig abgefasstes Urteil ist im Sinne des § 138 Nr. 6 VwGO nicht mit Gründen versehen, wenn Tatbestand und Entscheidungsgründe nicht binnen fünf Monaten nach Verkündung schriftlich niedergelegt, von den Richtern besonders unterschrieben und der Geschäftsstelle übergeben worden sind.                                                                            | BVerwG          | GrSen 1/91          |
| GmS-OGB 1/91             | 30. Juni 1992 | Wohnungen und sonstige Räume in bestehenden Gebäuden können auch dann im Sinne von § 3 Abs. 2 Satz 1 WEG in sich abgeschlossen sein, wenn die Trennwände und Trenndecken nicht den Anforderungen entsprechen, die das Bauordnungsrecht des jeweiligen Bundeslandes aufstellt. | BGH             | V ZB 12/90          |
| GmS-OGB 1/88, 2/88       | 10. Juli 1989 | Für Rechtsstreitigkeiten zwischen einer Ersatzkasse und einer Allgemeinen Ortskrankenkasse über die Zulässigkeit von Maßnahmen auf dem Gebiet der Mitgliederwerbung ist der Rechtsweg zu den Gerichten der Sozialgerichtsbarkeit gegeben. | BGH             | I ZR 116/85         |
| GmS-OGB 6/86             | 12. März 1987 | Der Begriff „der zu ihrer Berufsausbildung Beschäftigten“ in § 5 Abs. 1 BetrVG und § 4 Abs. 1 BPersVG hat verschiedene Regelungsinhalte und kann daher vom Bundesarbeitsgericht und vom Bundesverwaltungsgericht verschieden ausgelegt werden. | BAG             | 6 ABR 8/83          |
| GmS-OGB 3/86, 5/86       | 29. Okt. 1987 | Für Rechtsstreitigkeiten zwischen nichtärztlichen Leistungserbringern und Trägern der gesetzlichen Krankenversicherung über die Vergütung medizinischer Badeleistungen ist der Rechtsweg zu den ordentlichen Gerichten gegeben, und zwar unabhängig davon, ob die Beziehungen zwischen Leistungserbringern und Versicherungsträgern auf vertraglicher Grundlage beruhen oder nicht.                        | BSG             |                     |
| GmS-OGB 2/86, 1/86, 4/86 | 29. Okt. 1987 | Für Rechtsstreitigkeiten zwischen den Anbietern des Fachhandels und den Trägern der gesetzlichen Krankenversicherung über die Zulässigkeit der Wiederverwendung der den Krankenkassen gehörenden Hilfsmittel (z. B. Rollstühle, Unterarmstützen, Bettnässergeräte) und deren erneute Gebrauchsüberlassung an Leistungsberechtigte ist der ordentliche Rechtsweg gegeben.                                   | BSG             |                     |
| GmS-OGB 1/85             | 10. Apr. 1986 | Für Klagen auf Zulassung zur Belieferung von Versicherten mit Heil- und Hilfsmitteln aufgrund eines Vertrages zwischen Trägern der gesetzlichen Krankenversicherung oder ihren Verbänden mit Leistungserbringern ist der Rechtsweg zu den ordentlichen Gerichten gegeben. | BSG             |                     |
| GmS-OGB 2/83             | 17. Apr. 1984 | Wird eine vollmachtlos eingelegte Berufung durch Prozessurteil als unzulässig verworfen, weil trotz gerichtlicher Fristsetzung keine Vollmacht für den Vertreter des Rechtsmittelklägers vorgelegt worden ist, so kann dieser Mangel im Revisionsverfahren nicht rückwirkend durch eine nunmehr erteilte Prozessvollmacht und die darin liegende Genehmigung der bisherigen Prozessführung geheilt werden. | BVerwG          |                     |
| GmS-OGB 1/83             | 24. Okt. 1983 | Wird ein an sich statthaftes und rechtzeitig eingelegtes Rechtsmittel gegen ein Urteil nach Ablauf der Rechtsmittelfrist verworfen, so tritt die Rechtskraft des Urteils i. S. v. § 705 ZPO mit der Rechtskraft der Verwerfungsentscheidung ein. | BSG             |                     |
| GmS-OGB 2/82             | 27. Jan. 1983 | Das Ausbildungsverhältnis einer Krankenschwester, die vor Ablauf der nach § 9 Abs. 1 des Krankenpflegegesetzes vorgesehenen dreijährigen Lehrgangsdauer die Abschlussprüfung nach § 13 des Krankenpflegegesetzes erfolgreich bestanden hat, endet gem. § 14 Abs. 2 des Berufsbildungsgesetzes mit dem Zeitpunkt der Prüfung.                                                                               | BAG             |                     |
| GmS-OGB 1/82             | 25. Nov. 1982 | Der Beamtenanwärtern in der Zeit vom 1. April 1943 bis zum 30. September 1944 gezahlte Unterhaltszuschuss ist kein Entgelt im Sinne des § 160 Abs. 1 Satz 1 der Reichsversicherungsordnung in der damals geltenden Fassung. | BSG             |                     |
| GmS-OGB 1/78             | 30. Apr. 1979 | Die Revisionsbegründung einer Körperschaft oder Anstalt des öffentlichen Rechts oder einer Behörde entspricht auch dann der gesetzlichen Schriftform, wenn der in Maschinenschrift wiedergegebene Name des Verfassers mit einem Beglaubigungsvermerk versehen ist. | BSG             |                     |
| GmS-OGB 2/75             | 9. Nov. 1976  | Unterlässt der Postbedienstete den nach § 195 Abs. 2 Satz 2 ZPO vorgeschriebenen Vermerk des Tages der Zustellung auf der Sendung, so ist die Zustellung nicht unwirksam, jedoch werden die in § 9 Abs. 2 VWZG (§ 187 Satz 2 ZPO) bezeichneten Fristen nicht in Lauf gesetzt. | BFH             | I R 236/74          |
| GmS-OGB 1/75             | 16. März 1976 | Die Sprungrevision nach § 134 VwGO, § 161 SGG (alter und neuer Fassung) bedarf nicht der Zustimmung (Einwilligung) des Beigeladenen. | BSG             |                     |
| GmS-OGB 2/74             | 6. Mai 1975   | Wer als Verlobter eines Verfolgten von nationalsozialistischen Gewaltmaßnahmen mitbetroffen ist und den Verfolgten erst später geheiratet hat, gilt nicht als naher Angehöriger im Sinne von § 1 Abs. 3 Nr. 4 BEG. | BGH             | IX ZR 135/71        |
| GmS-OGB 2/73             | 4. Juni 1974  | Für den Anspruch auf den Arbeitgeberzuschuss nach § 405 der Reichsversicherungsordnung ist der Rechtsweg zu den Gerichten der Sozialgerichtsbarkeit gegeben. | BSG             |                     |
| GmS-OGB 1/72             | 6. Feb. 1973  | Ein oberster Gerichtshof des Bundes ist, wenn er seine der Zurückverweisung zugrunde liegende Rechtsauffassung inzwischen geändert hat und erneut mit derselben Sache befasst wird, an seine zunächst vertretene Rechtsauffassung nicht gebunden. | BFH             | GrS 8/70            |
| GmS-OGB 2/71             | 6. Juli 1972  | Bei der Berechnung der einmonatigen Auslegungsdauer des § 2 Abs. 6 Satz 1 BBauG ist der erste Tag der Auslegung mitzuzählen. | BGH             | III ZR 115/70       |
| GmS-OGB 3/70 u. a.       | 19. Okt. 1971 | Es liegt nicht innerhalb des der Behörde zustehenden Ermessensspielraumes, die Heranziehung eines Versicherungsgeneralagenten mit gemischter Tätigkeit zur Gewerbesteuer mit den aus verwaltender Tätigkeit erwirtschafteten Erträgen für die Jahre vor 1962 nicht als unbillig im Sinne des § 131 Abs. 1 Satz 1 AO anzusehen.                                                                             | BVerwG          |                     |
| GmS-OGB 1/70             | 15. März 1971 | § 9 Abs. 1 Satz 2 des Gesetzes über Fernmeldeanlagen (FAG) vom 14. Januar 1928 (RGBl. I 8) eröffnet auch nach Inkrafttreten des § 40 VwGO hinsichtlich des Grundes und der Höhe der Gebühren den Rechtsweg vor den ordentlichen Gerichten. | BGH             |                     |